# La Dama Enmascarada
Magdalena Caballero (Ciudad de México, 22 de julio de 1925-La Florida, Ciudad de México, 11 de marzo de 2006) conocida como La Dama Enmascarada, fue una luchadora profesional mexicana, la primera en usar máscara. Caballero fue una de las pioneras de la lucha libre profesional femenina en su país, así como la primera Campeona Nacional Femenina en un momento en que la lucha libre entre mujeres estaba prohibida en México. Comenzó su carrera como luchadora enmascarada, pero la perdió en 1958 ante Irma González. 
También apareció en tres películas de luchadores, estas fueron Las Luchadoras contra el Médico Asesino (1963), Las Luchadoras contra La Momia (1964), y Las Lobas del Ring (1965).

## Primeros años
Magdalena Caballero nació el 22 de julio de 1925 en Ciudad de México, siendo parte de una familia dedicada al circo, ya que tanto sus padres como su abuela, participaron en varios actos de este tipo de espectáculo. Su abuela la animó a convertirse en una mujer forzuda, enfocándose en proezas de fuerza dental en las presentaciones que realizaba.

## Carrera
La lucha libre femenina en México, antes de la década de 1950, era casi inexistente. A principios de esa década, Jack O'Brien comenzó a entrenar luchadoras en su gimnasio ubicado en León, Guanajuato, entre las que se incluía Magdalena Caballero. Ella empezó a entrenar este deporte después de haber sido convencida por su prima, la también luchadora Irma González. En el ring, debutó utilizando una máscara de lucha libre y presentándose con el nombre de La Dama Enmascarada, además de luchar junto a otras de las aprendices de O'Brien como Chabela Romero, La Enfermera, su prima Irma González, y Rosita Williams. Su primer combate verificado tuvo lugar el 16 de noviembre de 1951, donde se enfrentó a La Enfermera del Médico Asesino en una Lucha de Apuestas, en la que ella puso en juego su máscara y La Enfermera su cabello. El encuentro terminó sin ganadora, lo que significó que ambas mantuvieron lo que habían apostado.
La Dama Enmascarada se convirtió en la primera mujer en ganar un campeonato en México, luego de que en 1955 fuera la ganadora de un torneo que la convertiría en la primera poseedora del Campeonato Nacional Femenil. Su reinado duró poco, ya que el mismo año, Irma González la derrotó en un combate para convertirse en la nueva campeona. La Dama Enmascarada logró recuperar el campeonato en 1958, aunque este mencionado reinado no se encuentra en los registros del título. La rivalidad entre La Dama y González derivó a una estrepitosa Lucha de Apuestas, en la que esta última mencionada aposto su cabello y la primera su máscara. La contienda tomó lugar el 5 de octubre de 1958, y González salió victoriosa. Después de la lucha, La Dama Enmascarada se vio obligada quitarse su máscara. Como resultado de su derrota, ella se convirtió en la primera mujer en México en quitarse la máscara al perder en una Lucha de Apuestas. El feudo entre ambas destacó bastante debido a que se desarrolló durante la entonces prohibición de la lucha libre femenina en México, llevada a cabo en 1954 por Ernesto P. Uruchurtu, el entonces regente de la Ciudad de México, y secundada por Luis Spota (el entonces presidente de la Comisión de Box y Lucha Libre) y José Fernández Bustamante (el entonces jefe de Espectáculos de la Ciudad de México).
Posteriormente al perder su máscara, a veces luchaba utilizando su nombre real, y en otras ocasiones usando el nombre de La Dama Enmascarada. Se dice que consiguió un tercer reinado como Campeona Nacional Femenina, pero al igual que el segundo que supuestamente obtuvo, tampoco se ha podido comprobar que este sea real. El 22 de enero de 1961, La Dama Enmascarada derrotó a Irma González en otro encuentro que tuvieron de Lucha de Apuestas, donde logró ganar y González, al apostar su cabellera, fue rapada como resultado. Su último combate conocido tuvo lugar el 14 de enero de 1962, en el que hizo equipo con Chabela Romero para enfrentarse a Irma González y Toña la Tapatía en un evento realizado por la Empresa Mexicana de Lucha Libre en Guadalajara. Su carrera en México terminó cuando comenzó a recorrer Europa como parte de un circo ambulante durante los siguientes 10 años.

## Vida personal y muerte
Conoció a Andrés Ramos cuando tenía 15 años de edad, un entrenador de animales de circo con quien se casó en 1940. Juntos procrearon seis hijos: Manuel, Francisca, Arturo, Andrés, Magdalena, y Teresa. Se divorciaron en la década de 1950. Con su experiencia en el circo como mujer forzuda, algunos promotores de boxeo locales le ofrecieron varios combates de este deporte. Su hermana también se convirtió en luchadora profesional, ella se presentaba como María de Jesús Caballero.
El 11 de marzo de 2006, Caballero falleció la colonia La Florida, Ciudad de México, a los 80 años de edad.

## Campeonatos
- Circuito independiente mexicano

- Campeonato Nacional Femenil (1 vez)

## Filmografía
Caballero apareció como actriz en papeles secundarios y fue la coordinadora de los combates llevados a cabo entre luchadoras en las siguientes películas:
- Las Luchadoras contra el Médico Asesino (1963)[13]
- Las Luchadoras contra La Momia (1964)[13]
- Las Lobas del Ring (1965)[13]

## Luchas de apuestas
| Ganadora                      | Perdedora                     | Lugar                | Evento      | Fecha                   | Notes |
| ----------------------------- | ----------------------------- | -------------------- | ----------- | ----------------------- | ----- |
| Irma González (cabello)       | La Dama Enmascarada (máscara) | Torreón, Coahuila    | Desconocido | 5 de septiembre de 1958 | [ 8 ] |
| La Dama Enmascarada (cabello) | Irma González (cabello)       | Guadalajara, Jalisco | Desconocido | 22 de enero de 1961     | [ 8 ] |